# EyePet
EyePet est un jeu vidéo sorti sur PlayStation 3, montré par Sony durant la Games Convention de Leipzig et annoncé officiellement à l'E3 de juin 2009. Ce jeu est développé par London Studio et est sorti en Europe le 23 octobre 2009. À l'origine, sa sortie était prévue pour le 17 septembre 2009 en Amérique du Nord, mais il fut reporté à 2010,. Quant à l'Australie, celui-ci y est sorti le 27 octobre 2009.
Le jeu utilise le périphérique PlayStation Eye, une caméra permettant au jeu d'utiliser Go!Cam (caméra propre qui permet la réalité augmentée) et d'interagir avec des objets ou personnes réels. Il possède un singe, avec lequel il peut interagir. En effet, le joueur peut placer des objets devant l'animal, et ceux-ci pourront « entrer » dans le jeu. Par exemple, si le joueur fait rouler une balle vers le singe, ce dernier va sauter pour l'éviter. Il réagira également aux actions du joueur et au bruit, ce qui fait que si le joueur frappe assez fort dans ses mains, l'animal réagira et aura peur. Une vidéo, diffusé à l'E3 2009 montrait que celui-ci pouvait être habillé avec différentes tenues et que la couleur de sa peau pouvait être modifié. Ce trailer montrait également que si un dessin était montré à la caméra (comme un dessin de voiture), la caméra le convertissait une « voiture » avec laquelle le singe pouvait interagir.
Une édition pour le Playstation move est sortie, bien qu'on puisse faire cette mise à jour grâce à un téléchargement sur le PlayStation Network gratuitement.

## Qu'est ce qu'un EyePet?
Un EyePet est un animal virtuel qui est le mélange entre un singe, un chat et un bébé. On peut le décrire comme étant un kiki, petit singe d'un dessin animé pour jeunes enfants. À noter qu'un EyePet n'a pas de sexe.

## La carte magique EyePet
L'interaction avec le EyePet se fait grâce à une carte magique. La carte magique est uniquement disponible à l'achat du jeu.[source insuffisante]

## Interactivité
L'EyePet peut interagir avec les objets de notre entourage. Par exemple, si on jette une balle vers notre EyePet, il l'évitera ou jouera avec. On peut aussi l'habiller, lui couper ses poils ou les lui faire pousser... L'EyePet peut apprendre à dessiner. Pour cela, il faut faire un dessin (comme une voiture ou un avion) et l'EyePet le reproduira plus ou moins bien selon son apprentissage du dessin. Ensuite, le dessin deviendra réel et on pourra interagir avec certain, par exemple avec des véhicules.

## Accueil

### Critiques et médias
| Publication                         | Note                               |
| ----------------------------------- | ---------------------------------- |
| RU GameSpot                         | 6,5 sur 10                         |
| FR Gamekult                         | 6 sur 10                           |
| FR Jeuxvideo.com                    | 15 sur 20                          |
| Compilations de plusieurs critiques |                                    |
| GameRankings                        | 73,63 % (basé sur 19 critiques)    |
| Metacritic                          | 70 sur 100 (basé sur 35 critiques) |

Le jeu a reçu de bonnes critiques dans l'ensemble, malgré, selon la plupart, une durée de vie un peu trop courte. Un grand nombre de médias ont proposé des vidéos et articles sur un test d'Eyepet en situation. C'est le cas de Ouest-France, avec l'article d'Arnaud Wajdzik, le 9 novembre 2009, baptisé "J'ai testé l'animal virtuel de salon".

### Ventes
Sony France s'est dit heureux de voir qu'EyePet s'était vendu à 50 000 unités plus d'un mois après sa sortie.

## EyePet PSP
EyePet est  sorti également sur la PSP. 
L'utilisation de la Go!Cam offre une interaction limitée par rapport aux versions PS3.

### Critiques
Les critiques sur EyePet PSP sont contrastées : d'un côté professionnel, les critiques trouvent le jeu mauvais, en accentuant le manque d'interactivité sur cette version PSP. Mais les utilisateurs, eux, trouvent EyePet PSP excellent, voire meilleur que l'opus PS3. Aucune suite n'est prévue pour PSP.